# Type nomenclatural
 (septembre 2024).
Si vous disposez d'ouvrages ou d'articles de référence ou si vous connaissez des sites web de qualité traitant du thème abordé ici, merci de compléter l'article en donnant les références utiles à sa vérifiabilité et en les liant à la section « Notes et références ».

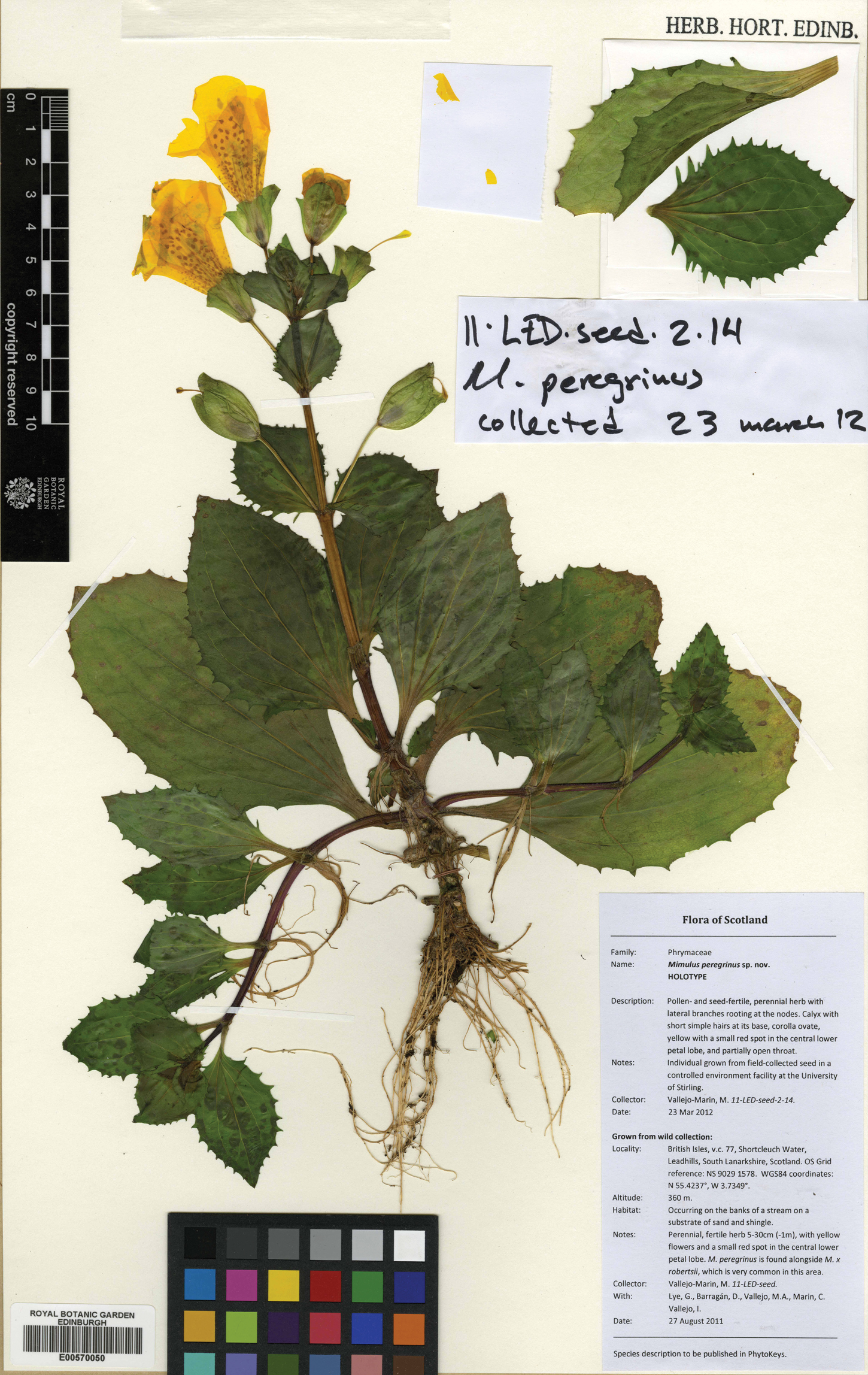
Holotype de Mimulus peregrinus Vallejo-Marin, famille des Phrymaceae.

En nomenclature botanique et mycologique, le type nomenclatural est « l'élément de référence auquel le nom d'un taxon, qu'il soit correct ou synonyme, est attaché de manière permanente. », (Art 7.2 du Code international de nomenclature botanique - CINB).

## Principe
Un nom botanique n'est, en lui-même, qu'une expression de un, deux ou trois mots. Pour qu'un nom soit significatif, il faut que l'on sache sûrement à quoi il s'applique. L'application d'un nom botanique est régie par la méthode des types nomenclaturaux (types des noms de taxons). Un type attache un nom botanique à un taxon.
Exemple de la famille des Malvaceae. Dans la classification classique, elle comprend environ 1 000 espèces. Dans la classification APG II, elle en comprend plus de 4000. C'est le même nom, et le même type nomenclatural, mais avec une circonscription différente. La définition de la circonscription d'un taxon est faite par un taxinomiste dans une publication.

## Différents types admis
En nomenclature botanique et mycologique, un type est soit un spécimen conservé dans un herbier, soit une illustration. 

### Spécimen
Un spécimen est un matériel de référence : une plante réelle (ou une ou plusieurs parties d'une plante ou un ensemble de petites plantes), morte et conservée dans un herbier (ou son équivalent pour les champignons : carpophore/sporophore sec ou conservé dans un milieu idoine, une culture mycélienne etc..).

### Illustration
Dans certains cas, une illustration peut servir de type (liste non exhaustive) :
- Un dessin détaillé, une peinture, etc., décrivant la plante, à l'époque des débuts de la classification botanique lorsqu'une plante séchée était difficile à transporter et à conserver : de nombreux spécimens que des botanistes célèbres ont étudiés ont depuis lors été perdus ou endommagés. Cependant, des artistes botaniques dévoués ont été engagés pour réaliser des travaux d'illustration détaillés et fidèles, destinés à de coûteux ouvrages.
- Une image détaillée d'éléments qui ne sont visibles qu'à la loupe binoculaire ou au microscope. Une plante minuscule sur une préparation microscopique fait un médiocre type : la coupe microscopique peut être perdue ou endommagée, ou il peut être difficile de trouver la « plante » en question au milieu d'autres choses. Une illustration constitue alors un type beaucoup plus fiable (Art 37.5 du Code de Vienne , 2006).